# 高橋松斎

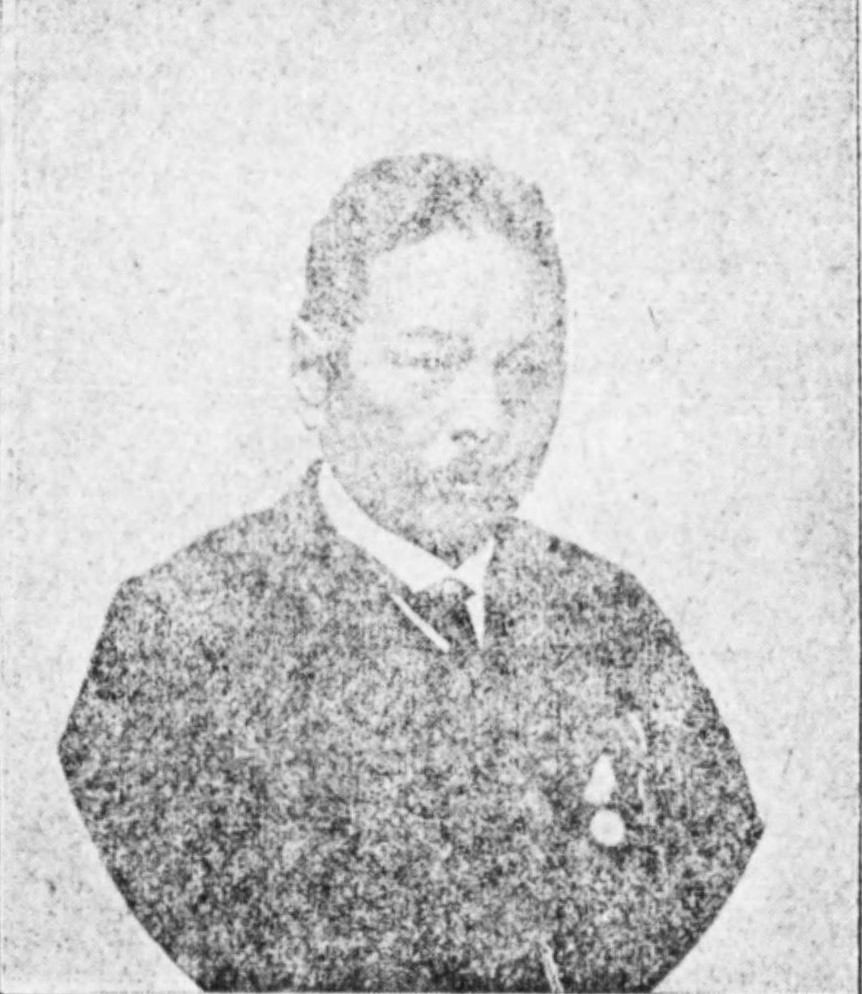
高橋松斎

高橋 松斎（たかはし しょうさい、1854年6月14日（安政元年5月19日） - 1917年（大正6年）8月23日）は、日本の政治家、衆議院議員（2期）。

## 経歴
香川県出身。英語と漢学を修める。1878年、京都医学校卒。医師を開業する。三豊郡医学会長、香川県会議員、地方衛生会議員、勧業会議員、徴兵参事員、連合町村議員となる。また、看護婦養成所や粟島航海学校を設立した。
1892年の第2回衆議院議員総選挙において香川5区から立憲改進党で立候補して落選した。1898年3月の第5回衆議院議員総選挙で進歩党から立候補して初当選した。1902年の第7回衆議院議員総選挙において香川県郡部から憲政本党公認で立候補して再選した。1903年の第8回衆議院議員総選挙では立憲政友会公認で出馬したが落選。衆議院議員を2期務め、1904年の第9回衆議院議員総選挙でも政友会から出馬して落選した。1917年に死去した。